# 東山開睛館
東山開睛館（ひがしやまかいせいかん）は通称名。京都府京都市東山区六波羅裏門通東入多門町にある公立義務教育学校である。京都市立義務教育学校条例による学校名は京都市立開睛小中学校（きょうとしりつかいせいしょうちゅうがっこう）である。

## 概要
京都市街の中心地に位置する義務教育学校。2011年（平成23年）4月に9年間の一貫教育校として設立された。2018年（平成30年）に義務教育学校に移行した。敷地は、洛東中学校の跡地。古くは六波羅探題の跡地になる。
校名は地域や保護者、児童・生徒から公募し決定された。

## 歴史

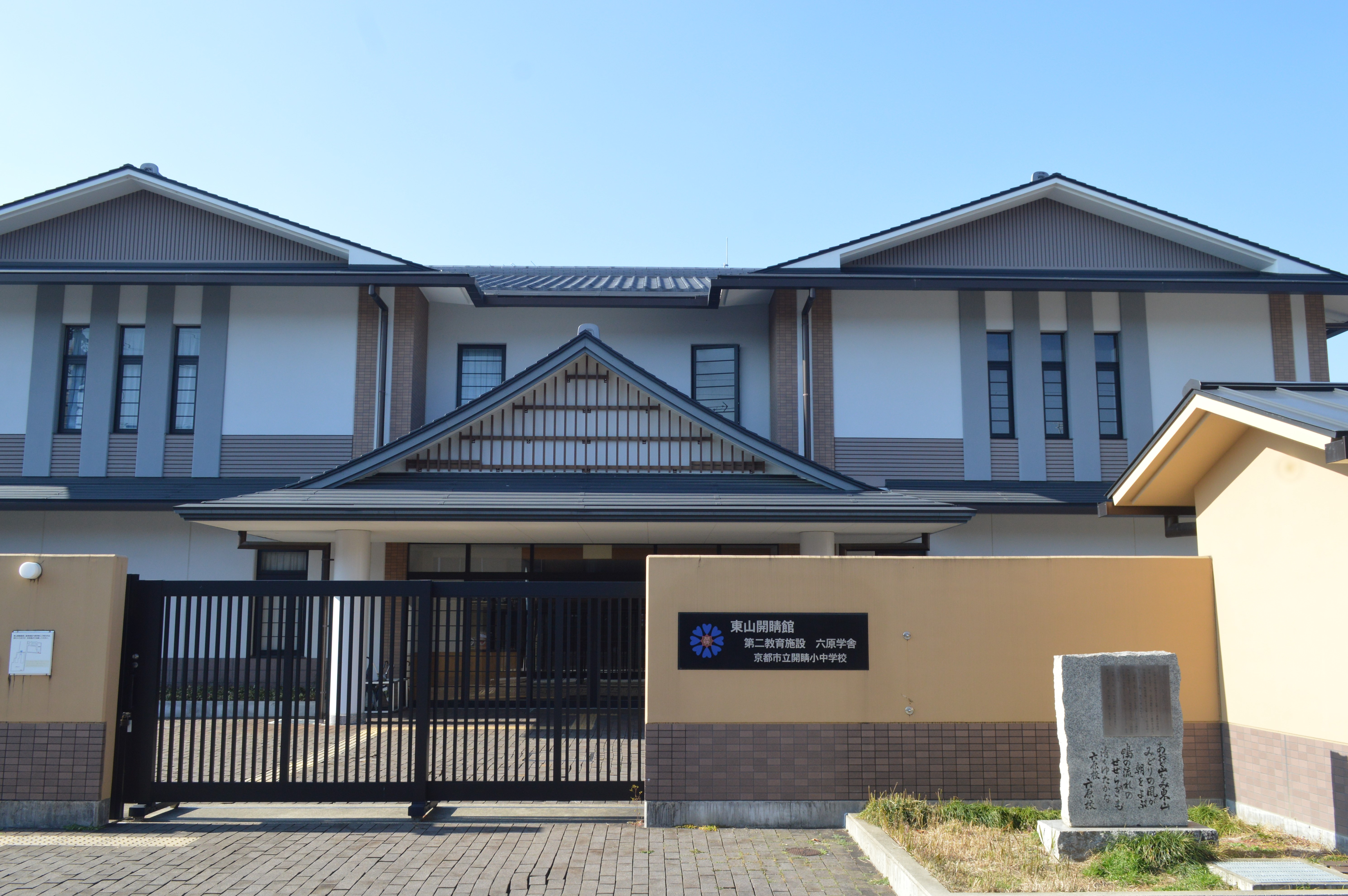
六原学舎

### 沿革
2011年（平成23年）、京都市立洛東中学校と京都市立弥栄中学校との統合に創立された京都市立開睛中学校と、京都市立白川小学校（2004年（平成16年）4月京都市立粟田小学校、京都市立有済小学校との統合により創立）、京都市立新道小学校、京都市立六原小学校、京都市立清水小学校、京都市立東山小学校（2002年（平成14年）4月京都市立修道小学校、京都市立貞教小学校との統合により創立）の5校の統合ににより創立された京都市立開睛小学校との小中一貫校として東山開睛館が創立された。2018年（平成30年）4月、京都市立開睛小学校と京都市立開睛中学校が統合し、京都市立開睛小中学校として義務教育学校に移行した。

### 年表
- 2011年（平成23年）4月1日 - 小中一貫教育校「東山開睛館」として開校。
- 2018年（平成30年）4月1日 - 義務教育学校へ移行。

## アクセス
- 京都市営バス80系統「五条大和大路・東山開睛館前」バス停下車、徒歩2分
- 京阪本線「清水五条」駅下車、徒歩8分